# 송월동 (인천)
송월동(松月洞)은 인천광역시 중구에 있었던 행정동이다. 1914년 1월 1일 인천부 송판정으로 명명되었다가 해방이후 1946년 1월 1일 인천부 송월동으로 불렸다. 1957년 1월 1일 동부출장소 송월동 관내에 있다가 1968년 1월 1일 중구 송월동으로 개칭되었다. 2021년 7월 1일 북성동, 송월동과 함께 개항동으로 통합되었다.

## 개요
송월동은 대부분 구가옥, 빌라, 아파트 등으로 형성되어있으며, 주변에는 전철권, 자유공원 등 인접된 주택밀집 지역의 특성을 가지고 있으며, 총 2,608여세대에 인구는 총 6,264여명이고 21개통 87개반으로 구성되어 있다.

## 역사
- 1903년 8월 부내면 만석동 (萬石洞)
- 1912년 5월 송판정(松板町), 화방정(花房町), 묘도정(猫島町), 만석정
- 1914년 10월 1일 송판정(松板町) 1정목정, 2정목정, 3정목정
- 1946년 1월 1일 송월동 1가동, 2가동, 3가동으로 구분됨
- 2021년 7월 1일 북성동과 통합하여 폐지, 개항동으로 합동

## 법정동
- 송월동 1가
- 송월동 2가
- 송월동 3가
- 전동

## 같이 보기
- 개항동